# Dadu (Pakistan)
Dadu (Sindhi خ داد, Urdu دادُو) ist der Verwaltungssitz des Distrikts Dadu in der Provinz Sindh in Pakistan.

## Geschichte
Der Aufschwung der Stadt begann mit dem Anschluss an die Eisenbahn in der Ära der britischen Herrschaft über den indischen Subkontinent. Gegen Ende des 20. Jahrhunderts stieg Dadu schließlich zu einer Großstadt auf.

## Bevölkerungsentwicklung
| Zensusjahr | Einwohnerzahl |
| ---------- | ------------- |
| 1972       | 30.184        |
| 1981       | 39.298        |
| 1998       | 102.550       |
| 2017       | 171.191       |

## Infrastruktur
Dadu war über den Indus Highway (N-55) mit Karatschi und Hyderabad verbunden, jetzt jedoch nur noch über den Indus Highway (N-55) mit Hyderabad, da eine neue Autobahn zwischen Karachi und Hyderabad gebaut wurde. Daneben verfügt die Stadt über einen Bahnhof.
Die Stadt besitzt hat einen Inlandsflughafen, der von Pakistan International Airlines angeflogen wird. Es bietet wöchentliche Flüge nach Karatschi. Der Betrieb wurde am 30. April 2015 aufgenommen.

## Galerie

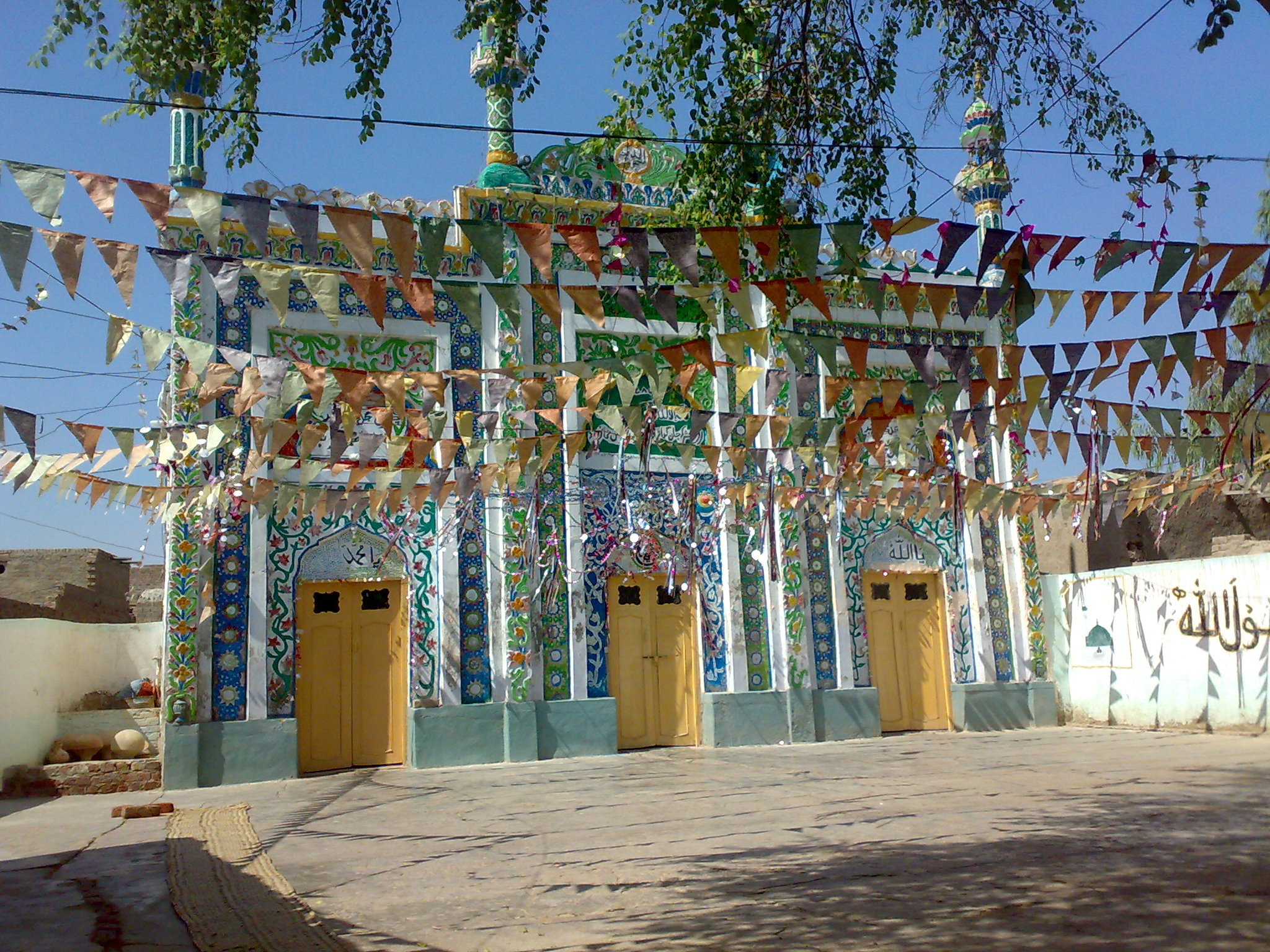
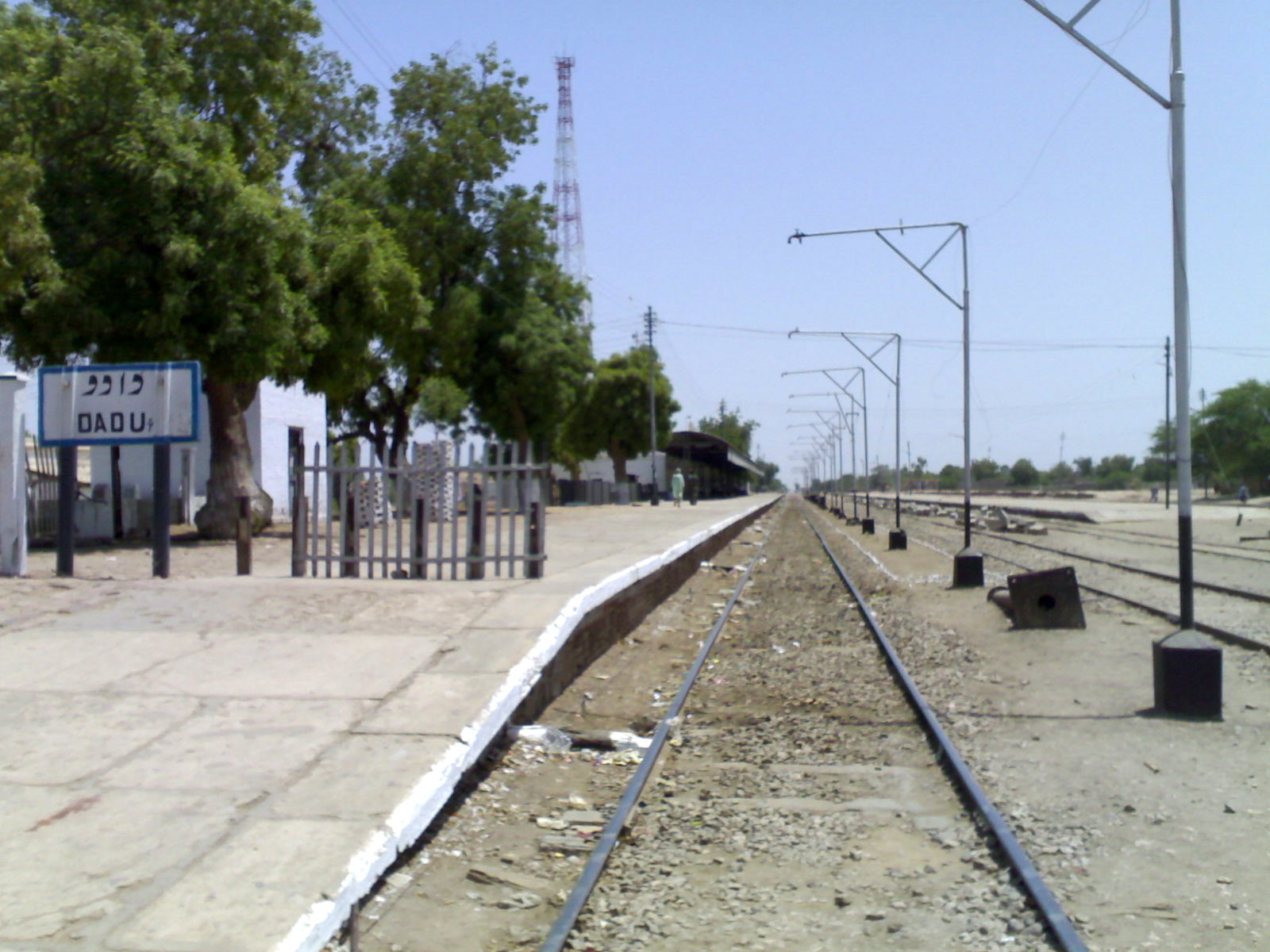
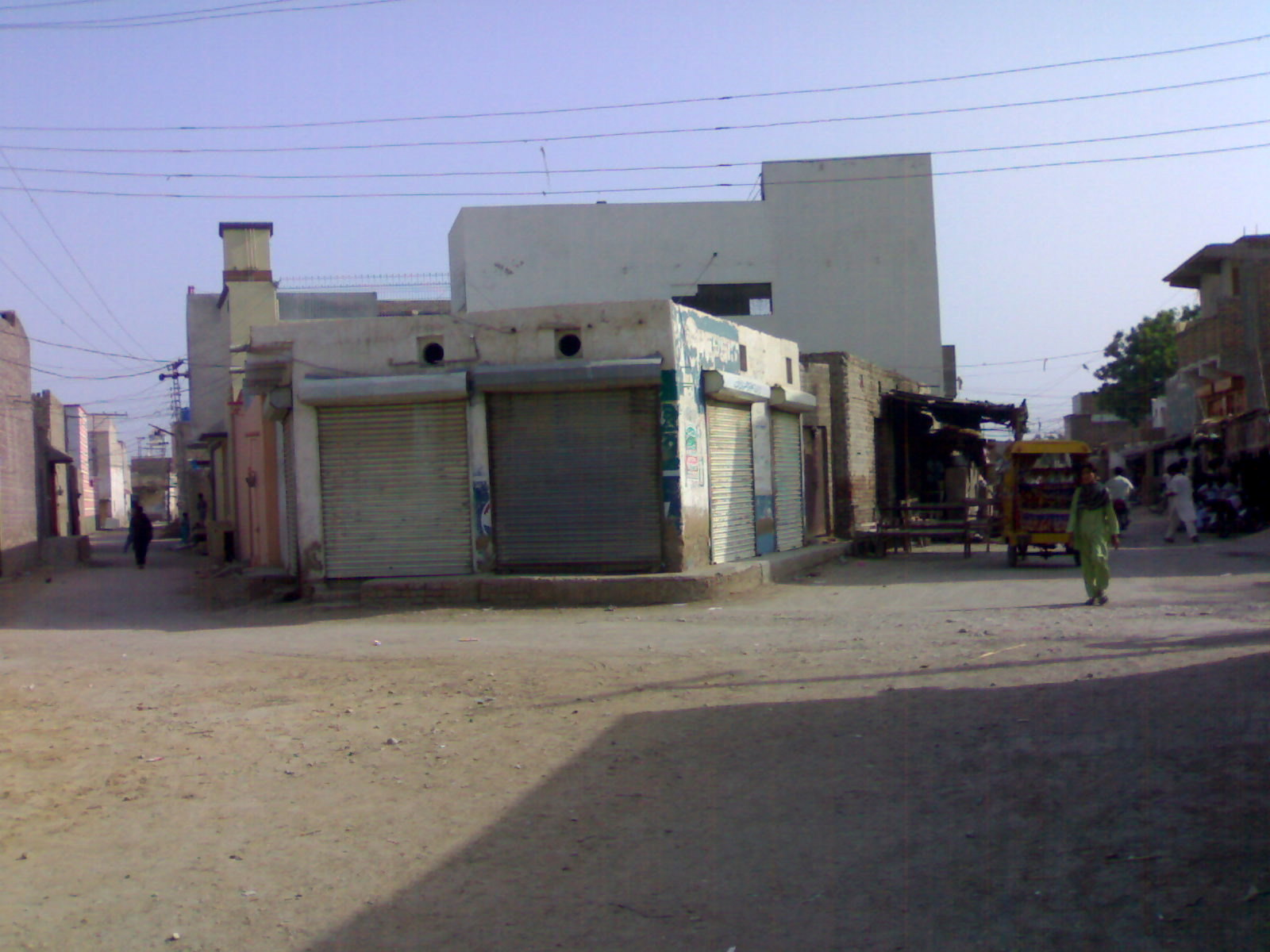
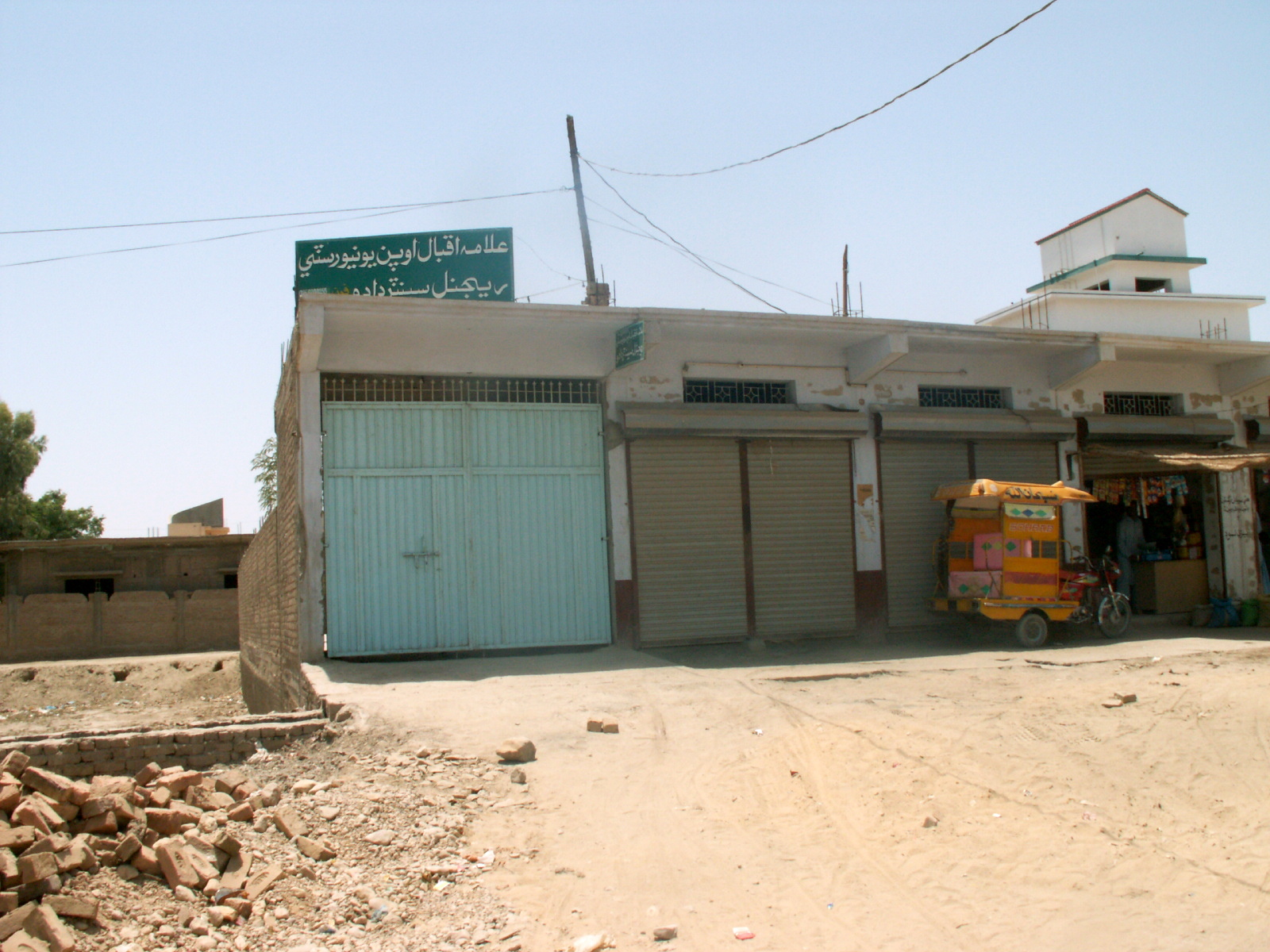
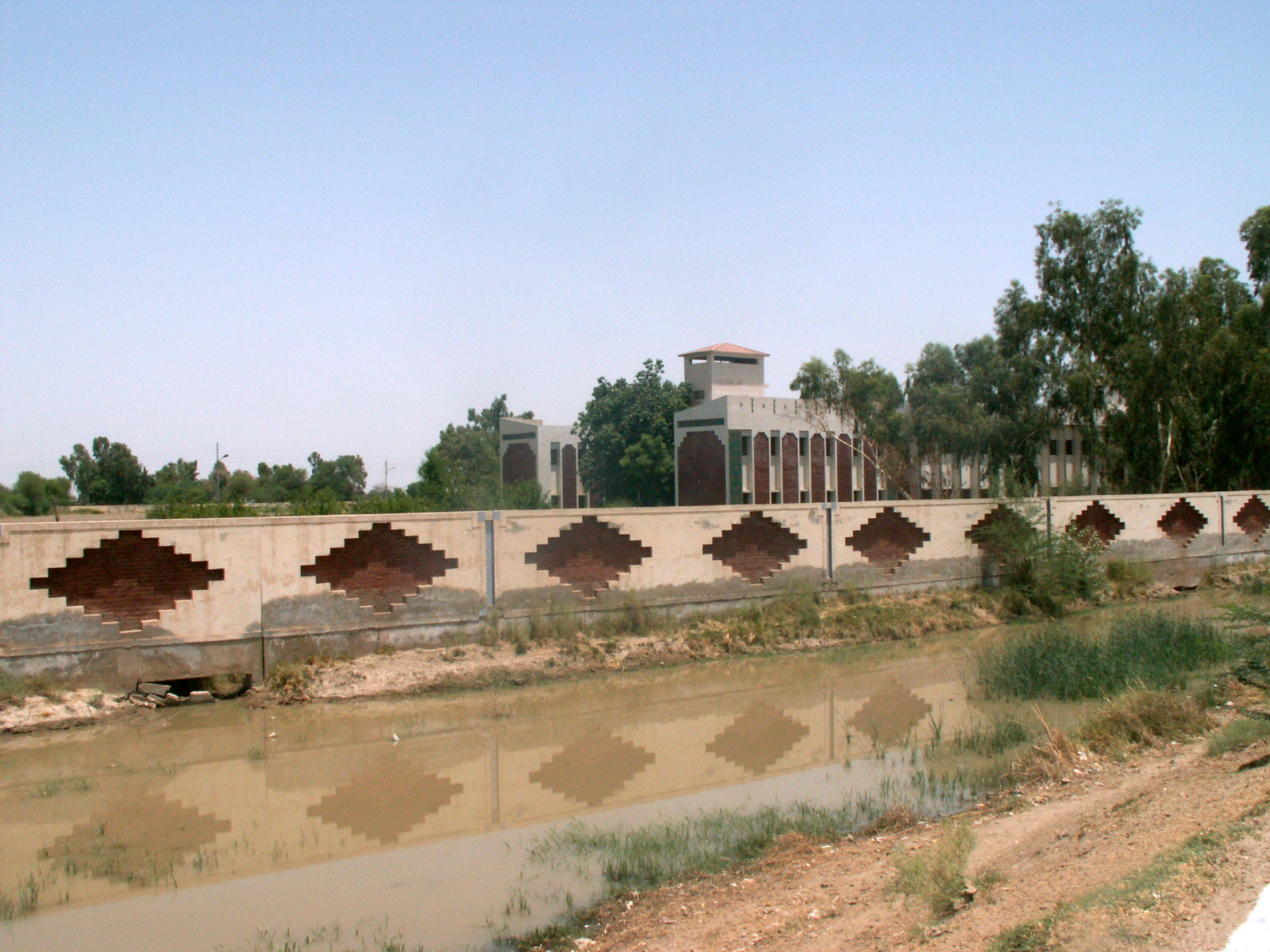
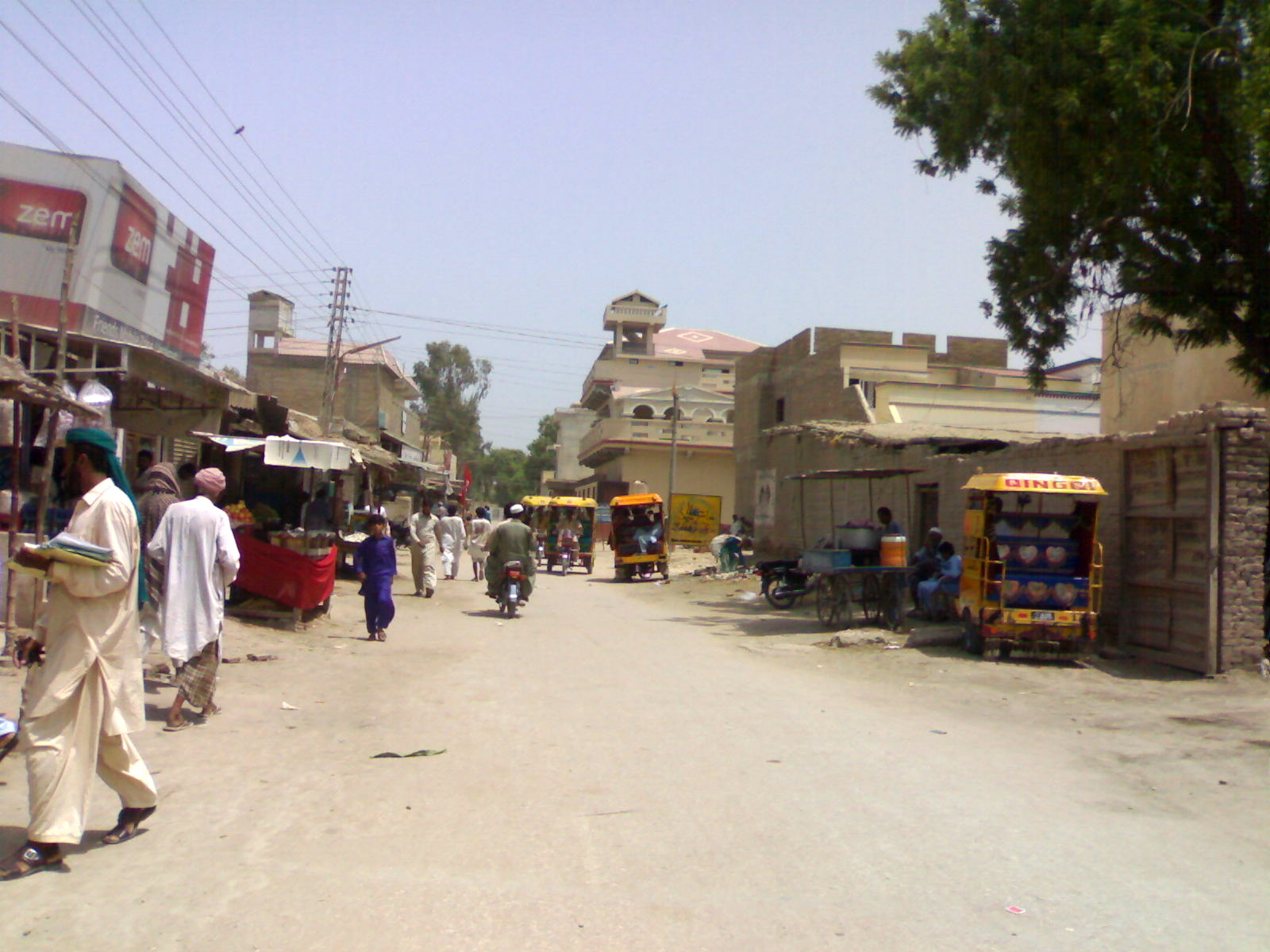
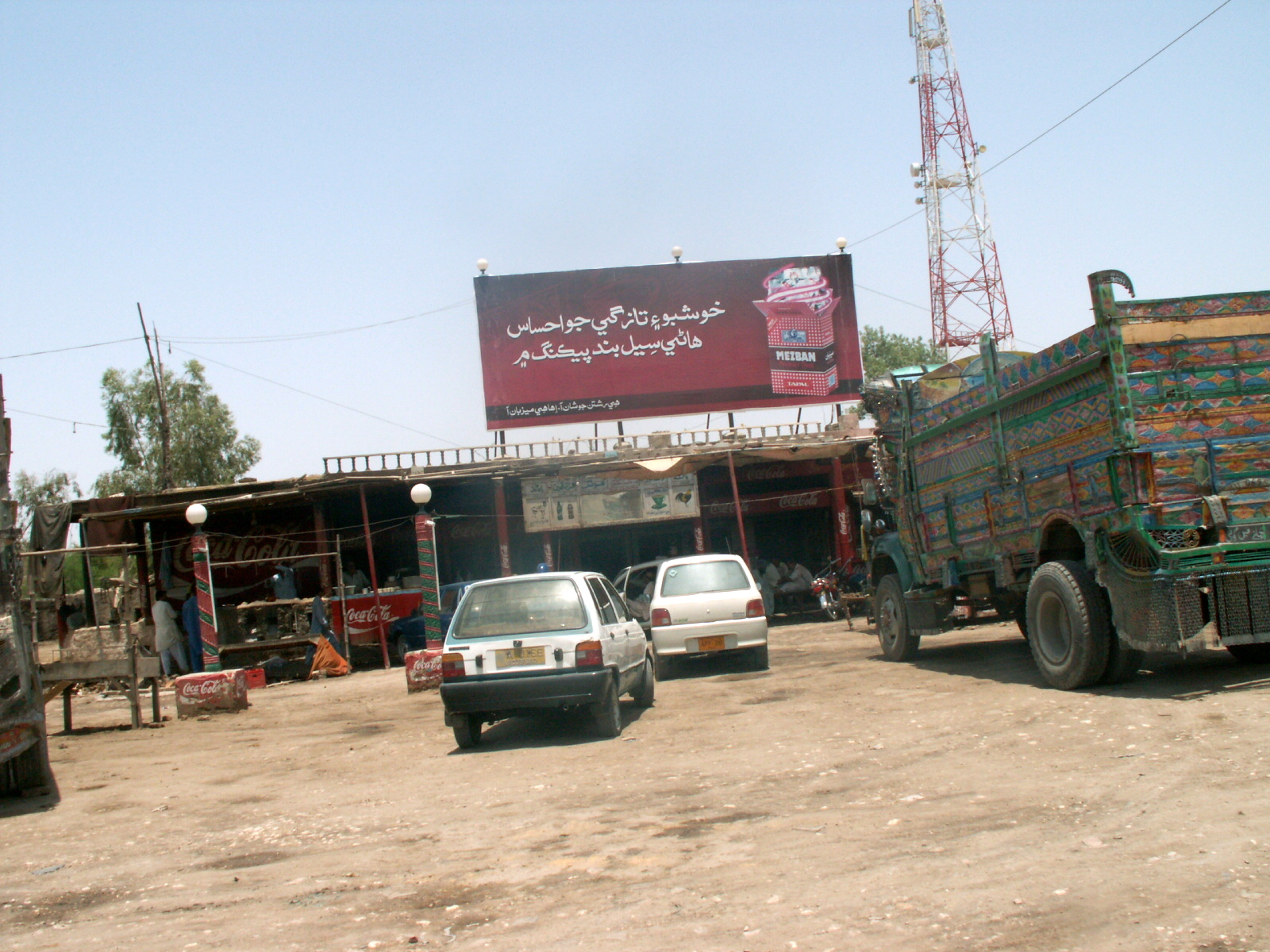
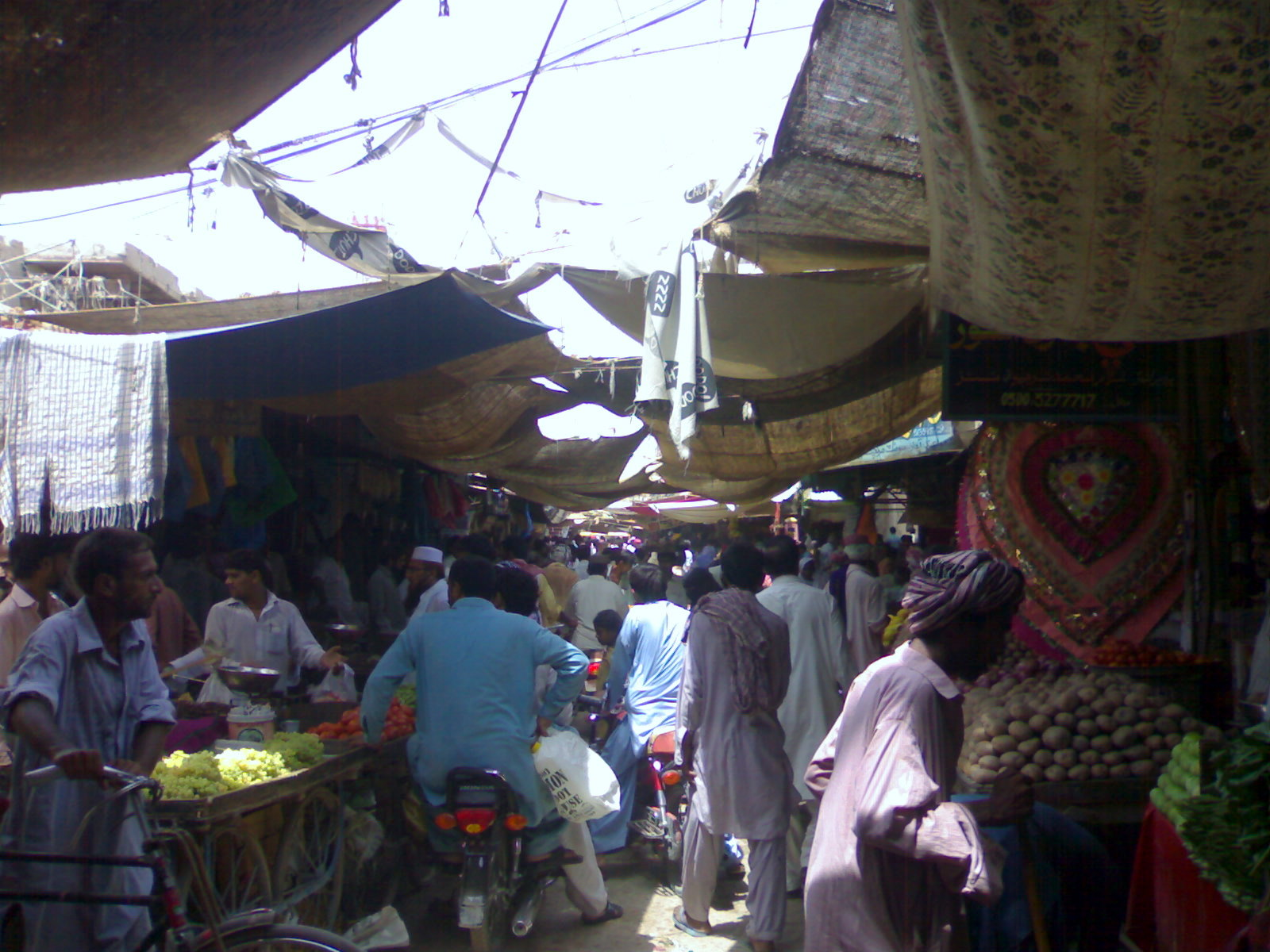
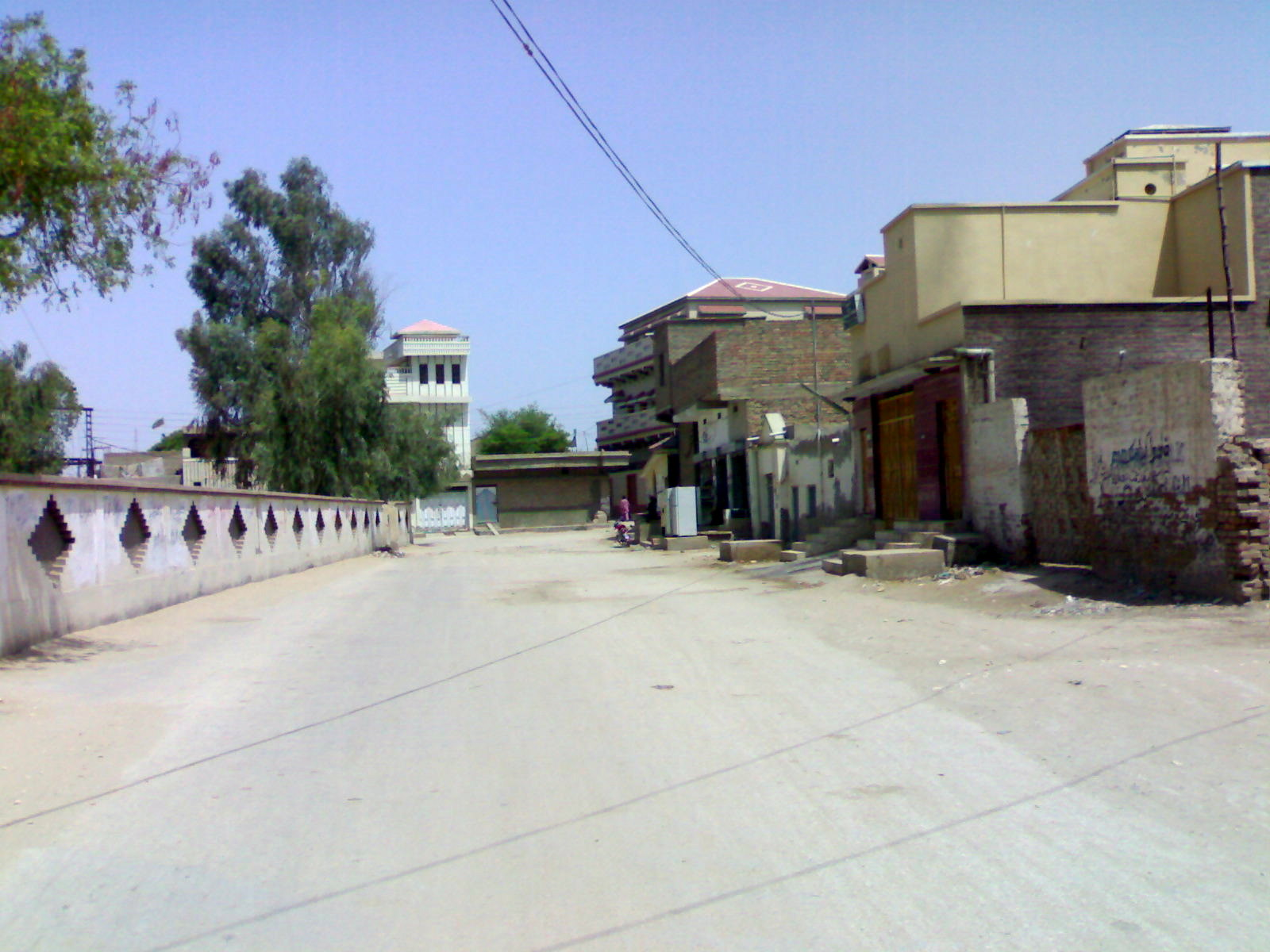
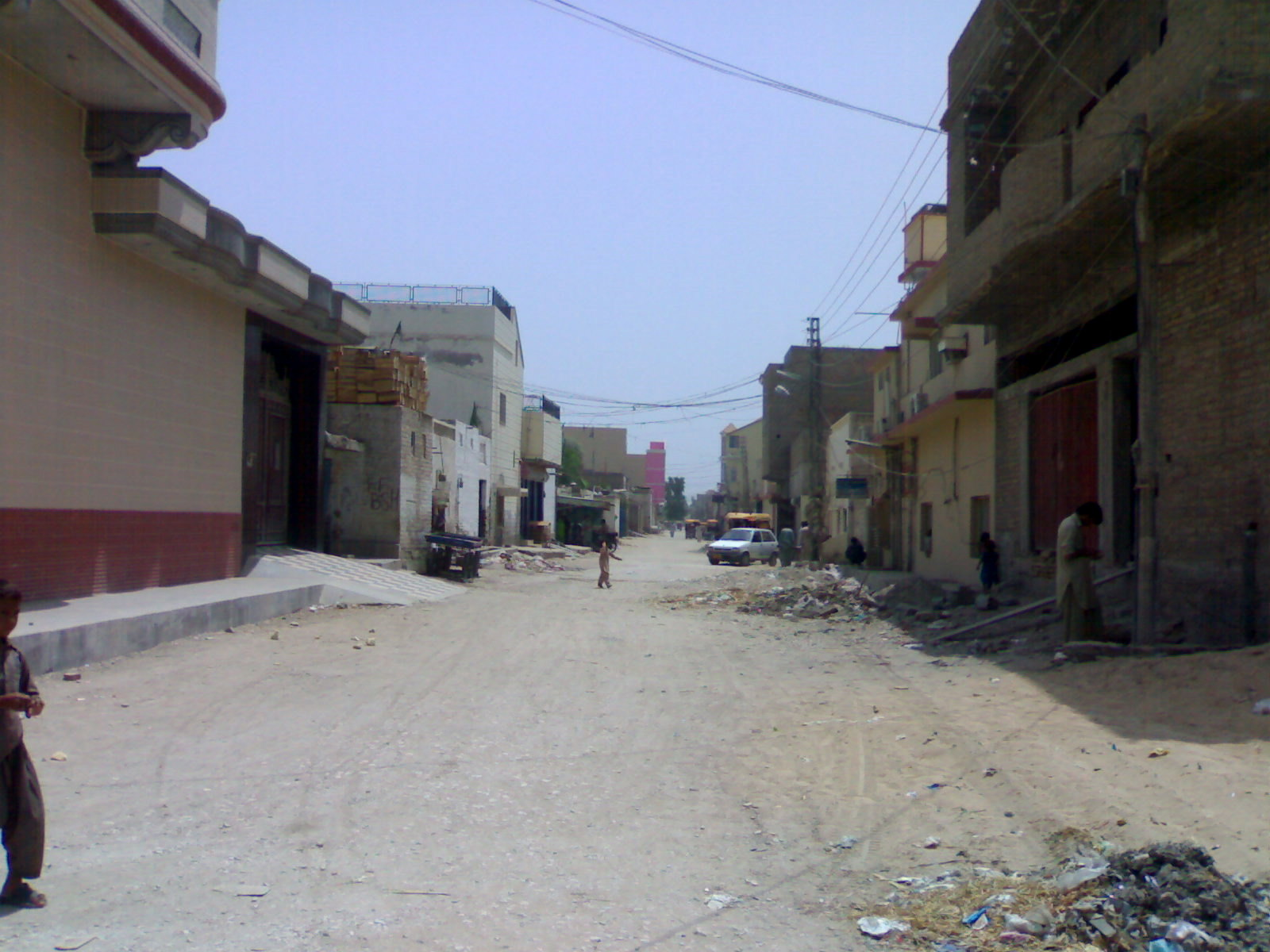